# Choe Un-gyong (Eishockeyspielerin)
Choe Un-gyong (* 29. Januar 1994) ist eine ehemalige nordkoreanische Eishockeyspielerin.
Sie vertrat die nordkoreanische Frauennationalmannschaft bei den Weltmeisterschaften der Jahre 2015 der Division IB sowie zwischen 2016 und 2018 der Division IIA.
Bei den Olympischen Winterspielen 2018 in Pyeongchang bildeten Nord- und Südkorea eine gemeinsame Eishockeymannschaft der Frauen. Choe Un-gyong gehörte als eine von zwölf Nordkoreanerinnen zum 35-köpfigen Kader. Da jedoch nur 22 Spielerinnen zum Einsatz kommen durften, blieb sie ohne Einsatz.